# Pirata hiroshii
Pirata hiroshii este o specie de păianjeni din genul Pirata, familia Lycosidae, descrisă de Tanaka, 1986. Conform Catalogue of Life specia Pirata hiroshii nu are subspecii cunoscute.